# The Gesualdo Six

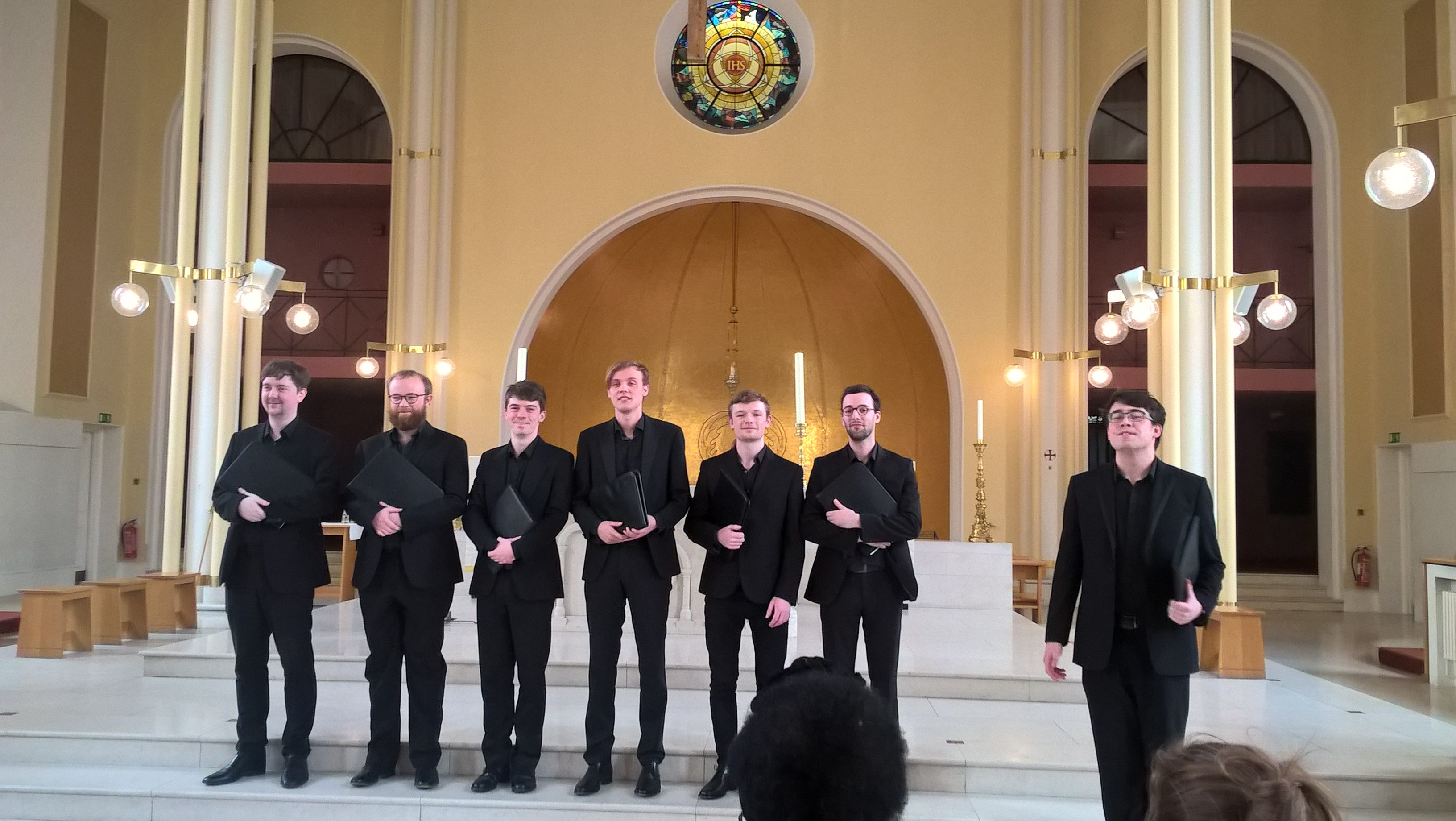
The Gesualdo Six em 2018

The Gesualdo Six é um conjunto vocal britânico especializado em música tardo-medieval e renascentista a cappella. Fundado em 2014, ganhou rapidamente reconhecimento internacional.

## História
O grupo surgiu em 2014 como uma reunião informal de cantores para uma apresentação dos Responsórios de Trevas para a Quinta-feira Santa, de Carlo Gesualdo, na capela do Trinity College de Cambridge. Todos os integrantes eram formados em Cambridge e já tinham experiência com outros grupos estabelecidos. Seu idealizador e diretor desde a fundação é Owain Park. Em 2023 sua formação era Guy James (contratenor), Joseph Wicks e Josh Cooter (tenores), Owain Park e Michael Craddock (barítonos) e Sam Mitchell (baixo).
Seu repertório é especializado em compositores do fim da Idade Média e Renascimento, como Gesualdo, Josquin des Prez, Michael Praetorius, Luca Marenzio, Clemens non Papa, Thomas Tallis, William Byrd, John Forest, Thomas Tomkins e Sheryngham, mas também têm contemplado autores contemporâneos como György Ligeti, Paweł Łukazsweski e Joanna Marsh. Já realizaram várias turnês na Europa, Canadá e Estados Unidos, participaram de importantes festivais e desenvolvem atividades educativas, incluindo workshops para jovens músicos.

## Discografia e recepção
O grupo tem sido muito bem recebido pela crítica internacional em múltiplas resenhas, sendo louvado pela sua escolha de repertório, pela coesão e harmonia entre as vozes e pela interpretação impecável. Segundo Geoffrey Newman, da Vancouver Classical Music, "há poucos conjuntos corais britânicos jovens que conquistaram tão facilmente a afeição do público como The Gesualdo Six. [...] O grupo produz uma sonoridade particularmente firme e coesa, impecavelmente equilibrada entre todas as partes, aliando uma precisão invejável com um brilho muitas vezes sensual". Para Casey Green, curador do ciclo Utzon Music da Ópera de Sidney, é um dos melhores conjuntos vocais britânicos em atividade.
Seu álbum de estreia, English Motets (Hyperion Records, 2018), com uma seleção de motetos ingleses renascentistas, foi destacado entre os melhores do ano pela comissão do Prêmio da Crítica Alemã. David Vernier, escrevendo para a Classics Today, disse que diante da vasta discografia já lançada com esse repertório, alguém poderia se perguntar por quê mais um disco, mas The Gesualdo Six conseguia se destacar escolhendo conjuntos equilibrados de peças conhecidas e outras raramente ouvidas, e mesmo as já conhecidas surpreendiam pelas vozes belas e finamente educadas, e por uma interpretação sensível e equilibrada, sintonizada com as práticas da época, e concluiu dizendo que "eu realmente gostei deste disco, por sua programação inteligente e performances excepcionais, muitas vezes muito comoventes". Francis O'Gorman, do Catholic Herald, disse que, com uma abordagem nova e marcante, eles conseguiam fazer com que músicas já amplamente conhecidas parecessem nunca ter sido ouvidas direito antes. O crítico também admirou a notável expressividade, disciplina e integração do conjunto, soando como se fossem uma só voz, e completou: "Entre os conjuntos corais da atualidade, que nos comovem com suas leituras criteriosas de obras-primas do Renascimento, The Gesualdo Six já marcam presença".
Christmas (Hyperion Records, 2019), com um conjunto de músicas antigas e contemporâneas relacionadas ao Natal, foi selecionado como "Álbum da Semana" pelo jornal The Times, incluído entre os melhores do ano nesta temática pelo jornal The Guardian, e como um dos melhores dos últimos anos pela revista BBC Music Magazine.
Fading (Hyperion Records, 2020), com um repertório antigo e contemporâneo inspirado no ofício religioso das Completas, que marcavam o fim dos trabalhos diurnos e o início da noite, recebeu o prêmio "Álbum Vocal e Coral do Ano" da revista Limelight Magazine  e foi destacado como "Escolha da Editora" pela revista Gramophone, que disse: "Engenhosamente programado e impecavelmente executado, com aquela emoção indefinível que só vem de um grupo de músicos trabalhando absolutamente como uma unidade, Fading, do Gesualdo Six, é surpreendentemente, urgentemente excelente. Se o primeiro álbum (English Motets) capturou o público e o segundo (Christmas) confirmou seu talento, esta terceira gravação do jovem conjunto vocal masculino parece dizer que vieram para ficar, mostrando-nos exatamente do que esse grupo é capaz. [...] A qualidade do canto — a fusão sonora e o equilíbrio do conjunto, ancorado no baixo, o som arredondado e não forçado, o controle das vozes solo – é empolgante".
Josquin's Legacy (Hyperion Records, 2021) celebrou os 500 anos de nascimento do compositor Josquin des Prez, trazendo como carro-chefe Nymphes des bois de Des Prez, junto de obras de vários autores de sua época ativos, como ele, na Corte de Ferrara. A gravação foi bem recebido pela crítica. Fiona Maddocks, escrevendo para The Guardian, disse que a performance foi impecável e dificilmente se poderia imaginar uma outra melhor. Para Andrew Palmer, do Lancashire Times, "este conjunto a cappella, finamente integrado, apenas seis vozes, produz um som ressonante e mágico. [...] A sintonia entre os vocalistas, à medida que eles entrelaçam suas linhas vocais, cria uma clareza soberba. [...] As maravilhosas vozes chegam à alma do que cada compositor pretendia. [...] The Gesualdo Six, dirigido pelo baixo Owain Park, captura as complexidades e a beleza da música".
Tenebrae Responsories – Feria Quinta (Hyperion Records, 2022) também foi incluído na lista dos melhores álbuns do ano da comissão do Prêmio da Crítica Alemã e recebeu várias resenhas favoráveis. Kate Bolton-Porciatti, da BBC Music Magazine, disse que "The Gesualdo Six, sob a atenta e sensível direção de Owain Park, já produziu um quarteto de gravações de primeira. Esta, explorando o mundo sonoro crepuscular dos Ofícios de Trevas para a Semana Santa, é igualmente atraente. [...] A sua prática de atuar em formação circular permite aos cantores criar a mais íntima das 'conversas sagradas': declamam e sussurram, exaltam e desesperam – sempre em resposta atenta às palavras. Em suma, estes são relatos de beleza assombrosa – calorosamente recomendados".
Lux aeterna (Hyperion Records, 2022) traz um conjunto de obras de autores renascentistas e contemporâneos. Segundo Anthony Pryer, da Classical Music, "esta coleção comovente contém música para luto e lembrança. Abrange não apenas itens estritamente litúrgicos (como os serviços de réquiem de Morales e Byrd), mas também memoriais de devoção privada e história pública (como a composição para um poema de Joanna Marsh em homenagem à esposa de Stephen Bence, ou a música de Douglas Guest para as famosas palavras do Domingo da Memória: 'Eles não envelhecerão'). A grande experiência e habilidade desses cantores dão o tom perfeito para essas peças". Christophe Steyne, da Crescendo Magazine, chamou o álbum de "tocante" e disse que, apesar da diversidade de épocas e estilos, "se impõe um tom propício à contemplação, mas também à reflexão sobre o destino humano. [...] Desde o início da sua colaboração com a gravadora Hyperion em 2018, The Gesualdo Six já se distinguiu com vários discos temáticos ou consagrados a repertórios variados. Este novo lançamento mostra os cantores no ápice das suas capacidades".
Byrd: Mass for five voices (Hyperion Records, 2023) foi lançado em comemoração dos 400 anos da morte de William Byrd, contendo a sua Missa para cinco vozes e peças de natureza mística e penitencial de outros autores. O álbum foi outra vez destacado pela critica Maddocks, do The Guardian, dizendo que como esta missa já foi gravada por vários grupos de longa trajetória e grande reputação, The Gesualdo Six tinha feito uma aposta arriscada que poderia ter custado o futuro de sua carreira, mas se saíam bem e sua formação camerística criava uma atmosfera de intimidade e autenticidade, com um som puro, uma entonação impecável, precisão e fluência. Bolton-Porciatti também enfatizou a qualidade intimista de sua interpretação sem falhas e a sutil e comovente tradução da "pintura musical" do significado das palavras pretendida pelo autor. "Park cria relatos profundamente expressivos, nos quais os temas onipresentes de luto e penitência são finalmente transcendidos pelo otimismo inabalável da fé".